# 산탄데르 은행

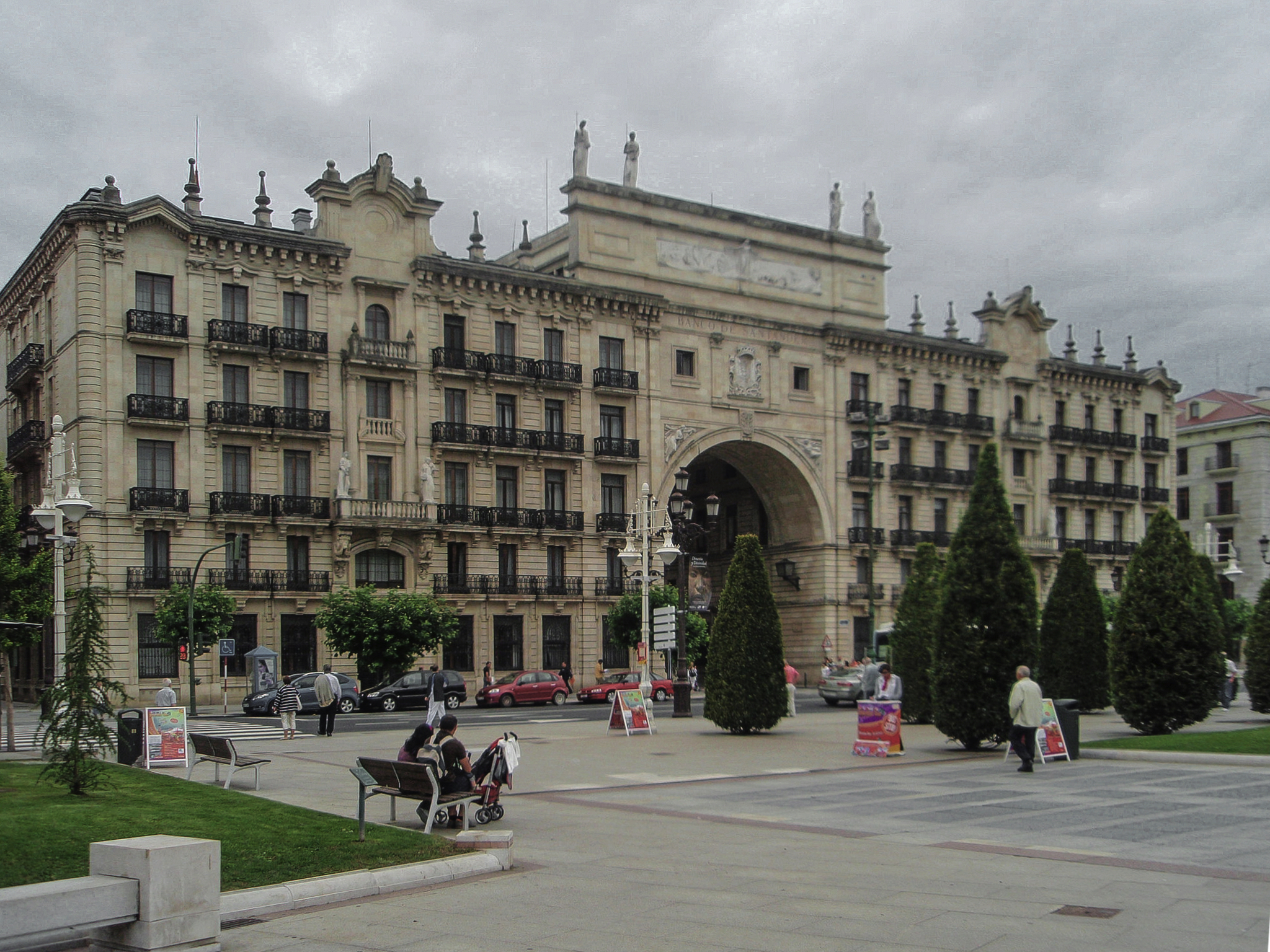

산탄데르 은행(Banco Santander, 런던: BNC, NYSE: STD)은 스페인의 은행으로 스페인 칸타브리아 지방 산탄데르의 지방은행으로 시작되었지만 인수합병을 통해 세계 최대 글로벌은행으로 성장하였다. 포트폴리오는 소매금융, 투자금융, 기업금융, 프라이빗뱅킹, 자산운용, 사모펀드 등 모든 분야에서 사업을 하고 있으며 2019년 현재 자산은 대략 2000조이다. 세계 각지에서 사업을 하고 있으며, 유로존 내에서 제일 큰 은행이고, 세계에서는 16 번째로 크다. 최근에는 도쿄 및 서울에도 사무소를 개설하는 등 아시아에서도 사업을 확장해나가는 추세였지만 2016년 RBS, 골드만삭스, 바클레이스, UBS 등을 따라 서울 사무소는 폐쇄하였다.

## 역사
"산탄데르 은행"(Banco Santander, 1857년 설립)과 센트랄 히스파노 은행(Banco Central Hispano, 1991년 설립)이 1999년 산탄데르 센트랄 히스파노 은행(Banco Santander Central Hispano, 약칭 BSCH)로 합병되어 설립되었다. 2007년 8월 13일, 산탄데르 센트랄 히스파노 은행이 이름을 산탄데르 은행으로 바꾸었다.